# Калистрати
Калистрати или Калистрат (на гръцки: Καλλιστράτι; катаревуса: Καλλιστράτιον, Калистратион) е село в Република Гърция, дем Горуша (Войо), област Западна Македония.

## География
Селото е разположено на 680 m надморска височина, на 3 km югозападно от град Неаполи (Ляпчища, Населич).

## История

### В Османската империя
Селището е основано около 1800 година от преселници от Епир и Централна Гърция.
В края на XIX век Калистрати е гръцко село в Населишката каза на Османската империя. Според статистиката на Васил Кънчов в 1900 година в Калистратъ живеят 100 гърци християни.
На Етнографската карта на Битолския вилает на Картографския институт в София от 1901 година Калистрат е смесено село гърци, турци и помаци (гърци мохамедани) в казата Населица на Серфидженския санджак с 20 къщи.
В началото на ХХ век селото е под върховенството на Цариградската патриаршия. По данни на секретаря на Българската екзархия Димитър Мишев в Калистрат (Kalistrat) има 100 гърци патриаршисти.
Според статистика на Серфидженския санджак на гръцкото консулство в Еласона от 1904 година в Клистратион (Καλλιστράτιον), Населишка каза, живеят 110 гърци елинофони християни.

### В Гърция
През Балканската война в 1912 година в селото влизат гръцки части и след Междусъюзническата в 1913 година Калистрати остава в Гърция. През 1913 година при първото преброяване от новата власт в Καλλιστράτιον са регистрирани 127 жители. При преброяването от 1940 година населението на селото вероятно е пресметнато към това на Айдонохори.
Населението традиционно произвежда жито и други земеделски продукти, като се занимава и със скотовъдство.
| Година    | 1913 | 1920 | 1928 | 1940 | 1951 | 1961 | 1971 | 1981 | 1991 | 2001 | 2011 | 2021 |
| --------- | ---- | ---- | ---- | ---- | ---- | ---- | ---- | ---- | ---- | ---- | ---- | ---- |
| Население | 127  | 110  | 194  |      | 136  | 115  | 57   | 50   | 36   | 30   | 44   | 8    |